# Celestus
Genre
Synonymes
- Wetmorena Cochran, 1927

Celestus est un genre de sauriens de la famille des Diploglossidae.

## Répartition
Les 30 espèces de ce genre se rencontrent aux Antilles, en Amérique centrale et au Mexique.

## Liste des espèces
Selon The Reptile Database (7 mai 2017) :
- Celestus adercus Savage, Lips & Ibáñez, 2008
- Celestus agasepsoides (Thomas, 1971)
- Celestus anelpistus (Schwartz, Graham & Duval, 1979)
- Celestus badius Cope, 1868
- Celestus barbouri Grant, 1940
- Celestus bivittatus (Boulenger, 1895)
- Celestus carraui (Incháustegui, Schwartz, & Henderson, 1985)
- Celestus costatus (Cope, 1862)
- Celestus crusculus (Garman, 1887)
- Celestus curtissi Grant, 1951
- Celestus cyanochloris Cope, 1894
- Celestus darlingtoni Cochran, 1939
- Celestus duquesneyi Grant, 1940
- Celestus enneagrammus (Cope, 1860)
- Celestus fowleri (Schwartz, 1971)
- Celestus haetianus (Cochran, 1927)
- Celestus hewardi Gray, 1845
- Celestus hylaius Savage & Lips, 1993
- Celestus laf Lotzkat, Hertz & Köhler, 2016
- Celestus macrotus Thomas & Hedges, 1989
- Celestus marcanoi (Schwartz & Incháustegui, 1976)
- Celestus microblepharis (Underwood, 1959)
- Celestus montanus (Schmidt, 1933)
- Celestus occiduus (Shaw, 1802)
- Celestus orobius Savage & Lips, 1993
- Celestus rozellae (Smith, 1942)
- Celestus scansorius McCranie & Wilson, 1996
- Celestus sepsoides (Gray, 1852)
- Celestus stenurus (Cope, 1862)
- Celestus warreni (Schwartz, 1970)

## Publication originale
- Gray, 1839 "1838" : Catalogue of the slender-tongued saurians, with descriptions of many new genera and species, in Annals and Magazine of Natural History, sér. 1, vol. 2, p. 287-293 (texte intégral).